# Anne van der Meer
Anne van der Meer is een Nederlands presentatrice en nieuwslezer, bekend van onder andere Editie NL.

## Opleiding en werk
Van der Meer volgde de opleiding Journalistiek, Nieuws en Media aan de Hogeschool van Amsterdam. Zij deed onder andere werkervaring op bij dagblad Metro en de NOVA College Tour. Bij AT5 begon van der Meer eerst als stagiaire. Daarna werd zij presentatrice van het ochtendnieuws, waarna ze in 2014 haar werkzaamheden uitbreidde naar programma's als het Late Nieuws en De Zwoele Stad. In 2016 maakte ze de overstap naar nationale televisie en werd ze bij RTL4 presentator van Editie NL. Ze bleef tegelijkertijd verslaggever bij AT5.